# Top of the Pops
Top of the Pops es un programa de televisión británico que muestra intérpretes famosos cantando sus temas. La cadena BBC lo emitió de forma semanal desde 1964 hasta 2006. Desde finales de la década de 1990 se comenzó a difundir también en otros países europeos.

## Estructura
La estructura de Top of the Pops consiste en una presentación de la clasificación de los álbumes más vendidos de la semana durante la cual se muestran directamente las canciones y a sus artistas en el estudio del programa.
El programa en el Reino Unido sobrepasa el umbral de las 2200 emisiones. Tuvo su mejor época en la década de 1990.[cita requerida] El 30 de julio de 2006 se puso fin a las emisiones semanales en el país. El programa sobrevivió en forma de una presentación especial de Navidad llamada TOTP2 (Top of the Pops 2).